# Rudolf Slánský

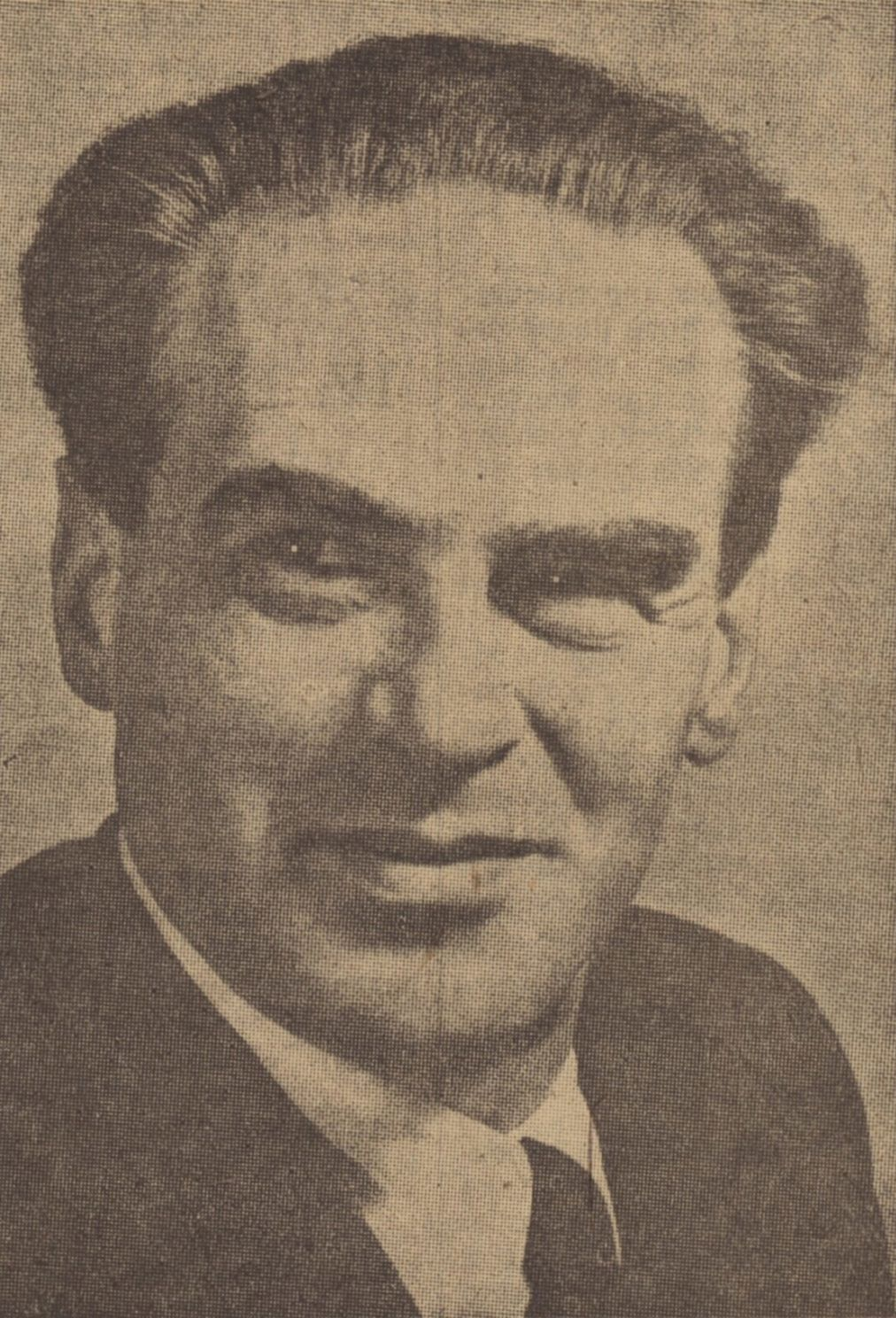
Rudolf Slánský

Robert Slánský, född 31 juli 1901 i Nezvěstice, Tjeckoslovakien, död 3 december 1952 i Prag, var en tjeckisk kommunistisk politiker.

## Biografi
Slánský gick i gymnasieskola i Plzeň på handelslinje. Efter slutet av första världskriget flyttade han till Prag, där han upptäckte den vänsterintellektuella scenen i institutioner som den marxistiska Club. År 1921 gick han med i kommunistpartiet i Tjeckoslovakien när det bröt sig loss från socialdemokratiska partiet. Han avancerade inom partiet och blev assistent till dess ledare, Klement Gottwald. Vid den femte partikongressen 1929, blev Slánský medlem av partipresidiet och politbyrån, och Gottwald blev generalsekreterare.
Från 1929 till 1935, bodde Slánský gömd på grund av den illegala statusen för kommunistpartiet. År 1935 när partiet tilläts delta i politiken, valdes både han och Gottwald till nationalförsamlingen. Deras tillträde stoppades emellertid när Tjeckoslovakien delades upp på Münchenkonferensen 1938. När Tyskland ockuperade Sudetenland i oktober 1938 flydde Slánský, tillsammans med en stor del av det tjeckoslovakiska kommunistpartiets ledare till Sovjetunionen.
Under sin i exil i Sovjetunionen, organiserade Slánský tjeckoslovakiska arméenheter, med vilka han återvände till Tjeckoslovakien 1944 för att delta i den slovakiska nationella återuppbyggnaden.
År 1945, efter andra världskriget, återvände Slánský bland övriga  tjeckoslovakiska ledare från exil i London och Moskva, och höll möten som ledde till en ny regering under Edvard Beneš. Vid 8:e partikongressen i tjeckoslovakiska kommunistpartiet mars 1946, blev Slánský generalsekreterare i kommunistpartiet. Detta gjorde honom till andreman i partiet bakom Gottwald, som blev ledare för en koalitionsregering efter valet som hölls samma år.
År 1948 tog kommunistpartiet makten i februarikuppen. Slánský blev därmed den näst mäktigaste mannen i landet bakom president Gottwald. Två år senare anklagade Gottwald två av Slánskýs nära medarbetare, Otto Sling och Bedřich Reicin, för brott mot kommunistpartiet, och Slánský hade inte tillräckligt inflytande för att bekämpa anklagelserna. Han anklagades också för ekonomiska och industriella problem, vilket kostade honom folkligt stöd.
I november 1951 greps Slánský och 13 andra personer och åtalades för att vara titoister. Partiretoriken hävdade att Slánský spionerade som en del av en internationell västkapitalistisk konspiration för att undergräva socialismen, och att straffa honom skulle vara en hämnd för de nazistiska morden på de tjeckiska kommunisterna Jan Sverma och Julius Fučík under andra världskriget. I fängelset torterades han och försökte begå självmord.
I en för tiden typisk skenrättegång befanns Slánský skyldig till ”trotskist-titoist-sionistiska aktiviteter i tjänst hos den amerikanska imperialismen” och hängdes offentligt på Pankrácfängelset den 3 december 1952. Hans kropp kremerades och askan spreds på en isig väg utanför Prag.

## Postumt
Efter Stalins död, blev Slánský smädad av Antonín Novotný för att ha infört stalinistiska förhörsmetoder i Tjeckoslovakien. Det som hände Slánský och andra offer för utrensningsförsöken offentliggjordes i april 1963 och de fick full upprättelse i maj 1968. Efter sammetsrevolutionen 1989 utsåg den nya presidenten Václav Havel  Slánskýs son, som också heter Rudolf, till tjeckisk ambassadör i Sovjetunionen.
Slánský var den mäktigaste politikern som avrättades under kommunistpartiets regering i Tjeckoslovakien. Därefter har behandlingen av ledare som fallit i onåd blivit mera civiliserad: de har bara fråntagits makten och satts i pension.